# Celles (Belgien)
Celles ist eine belgische Gemeinde in der Region Wallonien mit 5722 Einwohnern (Stand 1. Januar 2024). Sie liegt am östlichen Ufer der Schelde und besteht neben dem Hauptort aus den Ortsteilen Escanaffles, Molenbaix, Popuelles, Pottes und Velaines.
Tournai liegt 12 km südwestlich, Kortrijk 18 km nordwestlich und Brüssel etwa 65 km nordöstlich.
Die nächsten Autobahnabfahrten befinden sich bei Tournai an der A 16/E 42 und Estaimpuis an der A 17.

U. a. in Ronse, Tournai und Kortrijk befinden sich die nächsten Regionalbahnhöfe.

Die Flughäfen von Lille und Kortrijk sind die nächsten Regionalflughäfen und der Flughafen Brüssel National nahe der Hauptstadt ist ein internationaler Flughafen.

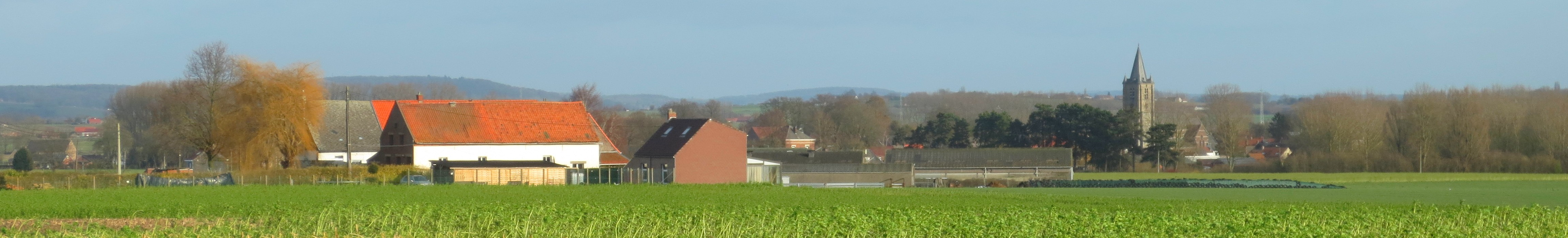
Celles